# 都敏俊
都敏俊（도민준），是韓國SBS水木劇《來自星星的你》的男主角，由金秀賢飾演。

## 經歷
年齡404歲，1609年乘坐不明飛行物體從名為KMT 184.05的星球來到地球，但多年來仍然保持英俊的樣貌，定居朝鮮半島，經歷過朝鮮王朝、大韓帝國、日治時期、第一次世界大戰、第二次世界大戰、韓戰，現居韓國首都首爾，視力和聽力是地球人的7倍，有瞬間移動、時間靜止、念力等各種特殊能力，但是身體狀況的好壞（包括飲醉酒，生病或受傷）會影響使用效果，無法與地球人的血液或唾液結合，例如最初與千頌伊親吻，心跳會超過300，體溫亦會超過50度。對水的適應與地球人不同。因為活了很久轉了幾個名字（許湛軒，韓瑞振，許允，金武燦），換過很多工作，任職過銀行職員，醫生，動物研究家，天文學家（朝鮮王朝時代），現在任職大學心理學教授，曾經服過24次的兵役，包括：第一次世界大戰、第二次世界大戰、韓戰等，作風古派，平常喜歡喝茶、下棋、打麻將、釣魚等，自稱不喝酒，一次喝醉了酒而能量失控，導致首爾市一度停電。最後與千頌伊相戀。

## 影响
2014年7月3日下午，中共中央總書記習近平访韩期间参观昌德宫时，其夫人彭麗媛聲稱習近平年輕時很像《来自星星的你》的主人公都敏俊。對此有網民諷刺說原來女主角千頌伊喊得是「都敏俊·習」。